# Île Fuerte
L'île Fuerte est une petite île de la mer des Caraïbes au nord-ouest de la Colombie dans le golfe de Morrosquillo, à une distance de 11 km de la côte continentale.

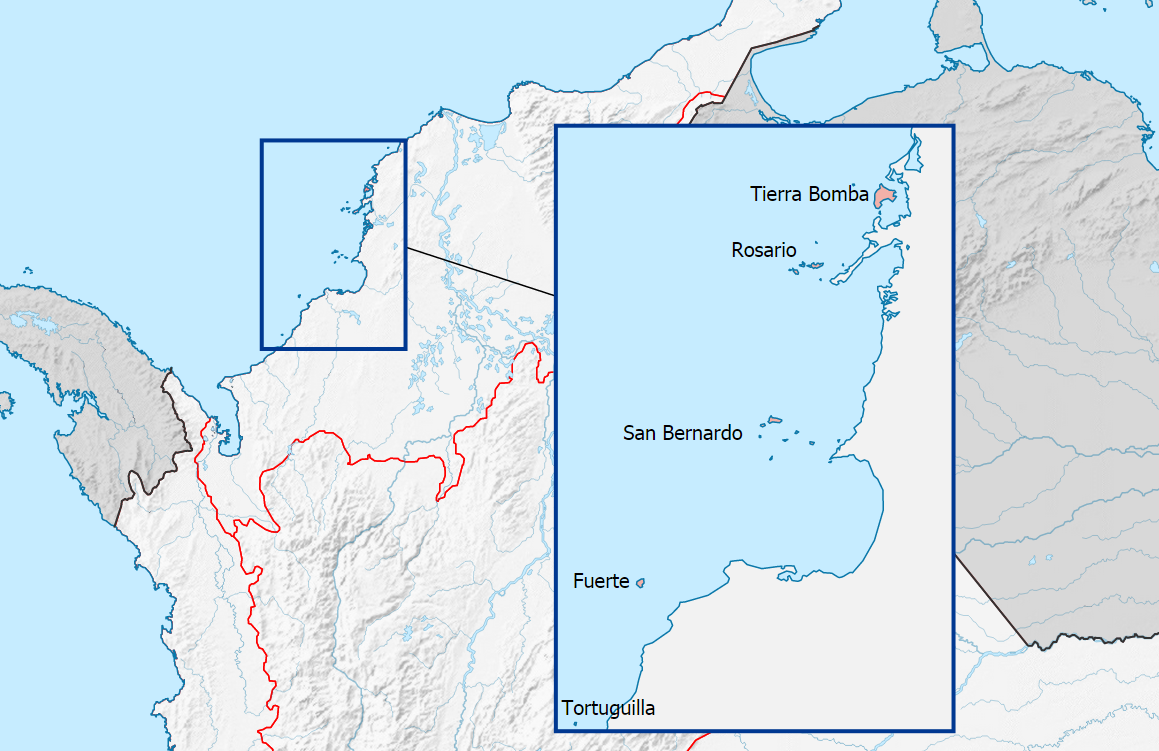
Localisation de l'île Fuerte
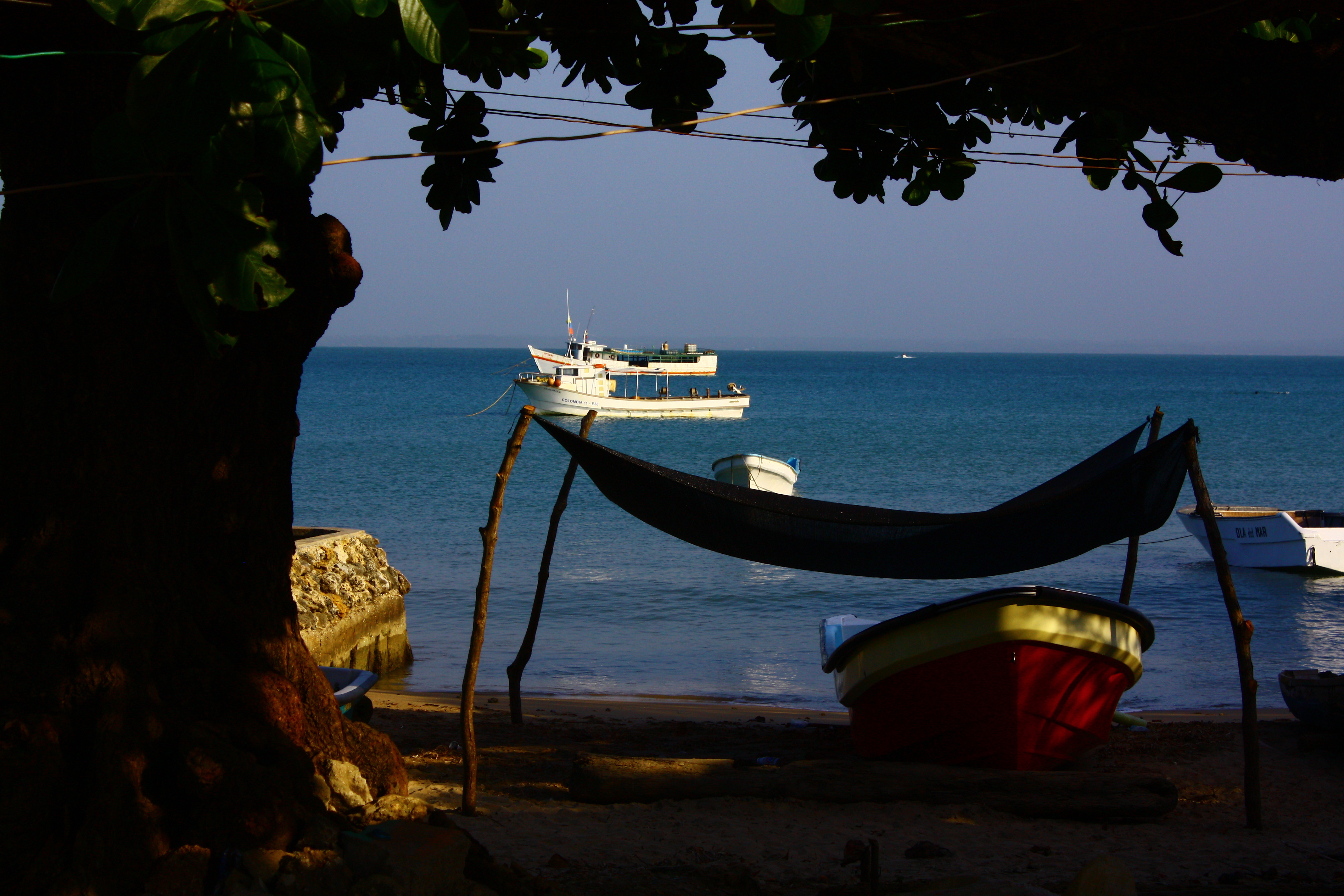
Puerto Limón